# Heteromys australis
Heteromys australis és una espècie de mamífer rosegador de la família dels heteròmids. Viu a Colòmbia, l'Equador, Panamà i Veneçuela. Els seus hàbitats naturals són les zones humides no estacionals del Chocó i els vessants occidentals adjacents dels Andes a l'Equador, així com els boscos pertorbats. És una espècie en risc mínim, és a dir, no sembla que hi hagi cap amenaça significativa per a la seva supervivència.